# Soita ensifera
Soita ensifera är en tvåvingeart som beskrevs av Hardy 1974. Soita ensifera ingår i släktet Soita och familjen borrflugor. Inga underarter finns listade i Catalogue of Life.